# Coronel Felipe Varela megye
Coronel Felipe Varela egy megye Argentína északnyugati részén, La Rioja tartományban. Székhelye Villa Unión.

## Népesség
A megye népessége a közelmúltban a következőképpen változott:
| Év   | Lakosság |
| ---- | -------- |
| 2001 | 9894     |
| 2010 | 9648     |